# Gonodonta walkeri
Gonodonta walkeri là một loài bướm đêm trong họ Noctuidae.